# Kira Walkenhorst
Kira Walkenhorst, född 18 november 1990 i Essen, är en tysk beachvolleyspelare.
Walkenhorst blev olympisk mästare i beachvolleyboll vid sommarspelen 2016 i Rio de Janeiro tillsammans med lagkamraten Laura Ludwig. Året 2024 slutade hon på elitnivån och hon spelar sedan i ett regionalt handbollslag som målvakt.